# Tepalcatepec
Tepalcatepec es una localidad ubicada en el estado de Michoacán, cabecera del municipio de Tepalcatepec. Según el censo del INEGI de 2020 la localidad tenía una población de 17 293 habitantes.

## Historia
Tepalcatepec fue una población prehispánica que se originó de los pasos de los mexicas por el estado. Los vestigios encontrados indican que la población se ubicaba más al sur de lo que hoy es Tepalcatepec, en una hacienda conocida como «El Consengue».
La fundación de la población se remonta a cientos de años antes de que llegaran los chichimecas a la región, pues los mexicas abandonaron el poblado cuando fue la llegada de los chichimecas.
Sus habitantes tributaban algodón, sal y otros productos al Imperio purépecha.
En 1528 se entregó en encomienda a Alfonso Ávalos, quien se fue a España y no regresó.
Posteriormente fue «República de Indios» y mayor corregimiento. El pueblo fue convertido al cristianismo por los franciscanos de Tancítaro. 
En 1580 estaba habitado, además de los naturales, por 40 españoles, los que vivían de huertas de cacao y estancias de ganado mayor, los que producían algodón y maíz en enormes cantidades. 
En el siglo XVII era partido de indios, su población era administrada por un cura, contaba con unos 19 vecinos, le pertenecían los barrios de Chilatán y Alima, como el pueblo de Santa Ana y el de Xilotlán. Contaba con hospitales que se mantenían del ganado menor.
En la zona existían haciendas, trapiches y algunas estancias de ganado, que estaban en posesión de su ganado.
A inicios del México independiente contaba con una población de unos 680 habitantes y pertenecía a la jurisdicción de Coahuayana.
En 1831, con la reconstrucción de la división territorial, pasó a formar parte de Apatzingán en calidad de tenencia.
En junio de 1877 se constituyó en el municipio de Tepalcatepec, siendo Tepalcatepec su cabecera.
Desde el otoño del 2013 el pueblo fue puesto en la mira por el inicio del movimiento conocido como Autodefensas, fundados por José Manuel Mireles Valverde, que tenían como objetivo proteger a la localidad de Tepalcatepec y su gente del crimen organizado.

## Ubicación
La localidad de Tepalcatepec se encuentra aproximadamente en la ubicación 19°10′59″N 102°51′0″O / 19.18306, -102.85000, a una altitud de 370 m s. n. m., a una distancia de 267 km de la capital del Estado.

## Demografía
Según datos del Instituto Nacional de Estadística y Geografía en el Censo General de Población y Vivienda de 2020, Tepalcatepec cuenta con una población de 17 293 habitantes, de los cuales 8527 son hombres y 8766 son mujeres. Por su población es la 26.ª localidad más poblada de Michoacán. Ocupa una superficie de 6.954 km², lo que determina al año 2020 una densidad de 2,486 hab/km².
La población de Tepalcatepec está mayoritariamente alfabetizada (5.81 % de personas mayores de 15 años analfabetas, según relevamiento del año 2020), con un grado de escolaridad en torno a los 7.6 años. Solo el 0.72 % se reconoce como indígena.  El 91.7% de los habitantes de Tepalcatepec profesa la religión católica.
En el año 2010 estaba clasificada como una localidad de grado medio de vulnerabilidad social. Según el relevamiento realizado, 6288 personas de 15 años o más no habían completado la educación básica —carencia conocida como rezago educativo—, y 9976 personas no disponían de acceso a la salud.

### Población de Tepalcatepec 1900-2020[12]
| Gráfica de evolución demográfica de Tepalcatepec entre 1900 y 2020                                |
|                                                                                                   |
| Población de los censos del Instituto Nacional de Estadística y Geografía (INEGI) de 1910 a 2020. |